# Central Hockey League
Die Central Hockey League (CHL) war eine professionelle US-amerikanische Eishockey-Minor-League, die von 1992 bis 2014 bestand.

## Geschichte
Von 1963 bis 1984 gab es in den Vereinigten Staaten eine Central Hockey League, die von Jack Adams gegründet wurde. Diese wird auch als Central Professional Hockey League bezeichnet. Im Jahr 1992 wurde dieser Gedanke von Bill Levins und Ray Miron, der schon 1976 Präsident der alten CHL war, aufgegriffen und die Central Hockey League wiederbelebt. Levins und Miron waren damit alleinige Eigentümer der Liga.
Die CHL startete 1992/93 mit sechs Teams in ihre erste Saison, diese Vereine waren die Oklahoma City Blazers, die Tulsa Oilers, die Wichita Thunder, die Memphis RiverKings, die Dallas Freeze und die Fort Worth Fire.
Nach dem Tode Levins wurde die Trophäe, die dem Gewinner der CHL-Play-offs überreicht wird, in Levins Cup umbenannt, Miron zog sich 2000 aus dem Sport zurück und verkaufte die CHL an die Global Entertainment Corporation. Die Meistertrophäe wurde abermals umbenannt und trägt seitdem den Namen Ray Miron President’s Cup. 2001 schloss sich die CHL mit der Western Professional Hockey League zusammen, der Spielbetrieb wurde weiterhin unter dem Namen Central Hockey League ausgetragen.
Am 1. Juni 2010 gab die Liga zusammen mit der International Hockey League ihre Zusammenarbeit ab der Saison 2010/11 bekannt. Die fünf IHL-Teams wechselten zu dieser Spielzeit in die CHL, die IHL blieb jedoch vorerst offiziell als Organisationskomitee bestehen. Zunächst wurden die Fort Wayne Komets, Bloomington PrairieThunder, Dayton Gems und Quad City Mallards in die CHL aufgenommen. Nachdem Evansville IceMen aus der All American Hockey League im Sommer 2010 in die IHL aufgenommen wurden, durften auch die der CHL beitreten, womit die Teilnehmerzahl in der Saison 2010/11 aus insgesamt 18 Mannschaften bestand. Zum Saisonende schieden zunächst die Odessa Jackalopes aus dem Spielbetrieb der CHL aus, die mit einem neuen Team in die North American Hockey League wechselten. Der Aufnahmeantrag der Colorado Eagles in die ECHL wurde gebilligt. Der Meister der Spielzeit 2010/11 Bossier-Shreveport Mudbugs stellte nur wenige Tage nach dem Titelgewinn den Spielbetrieb im Juni 2011 mit sofortiger Wirkung ein; die Mississippi RiverKings wurden in die Southern Professional Hockey League aufgenommen.
Zur Saison 2013/14 erfolgte die Erweiterung um die neugegründeten Brampton Beast. Die zuvor eine Spielzeit inaktiven Laredo Bucks wurden verkauft und nach Saint Charles, Missouri, umgesiedelt, wo sie unter dem Namen St. Charles Chill am Spielbetrieb der Liga teilnahmen. Die Fort Worth Brahmas wurden für die Spielzeit 2013/14 als inaktiv gemeldet, während die Bloomington Blaze in die Southern Professional Hockey League wechselten.
Im Sommer 2014 stellten die Arizona Sundogs, die Denver Cutthroats und die St. Charles Chill den Spielbetrieb ein, so dass nur noch sieben Teilnehmer in der Liga verblieben. Am 7. Oktober 2014 wurden die sieben verbliebenen CHL-Teilnehmer in die ECHL aufgenommen und die CHL damit faktisch aufgelöst.

## Teams
| - Allen Americans (2009–2014, gingen in die ECHL) - Amarillo Gorillas (2002–2010) - Amarillo Rattlers (2001–2002, wurden Amarillo Gorillas) - Arizona Sundogs (2006–2014) - Austin Ice Bats (2001–2008) - Bloomington Blaze (2011–2013, gingen in die SPHL) - Bloomington PrairieThunder (2010–2011) - Border City Bandits (2000–2001) - Bossier-Shreveport Mudbugs (2000–2011) - Brampton Beast (2013–2014, gingen in die ECHL) - Colorado Eagles (2003–2011, gingen in die ECHL) - Columbus Cottonmouths (1996–2001, gingen in die ECHL) - Corpus Christi IceRays (2001–2010) - Dallas Freeze (1992–1995) - Dayton Gems (2010–2012) - Denver Cutthroats (2012–2014) - El Paso Buzzards (2001–2003) - Evansville IceMen (2010–2012, gingen in die ECHL) - Fayetteville Force (1997–2001) - Fort Wayne Komets (2010–2012, gingen in die ECHL) - Fort Worth Brahmas (2001–2006, 2007–2013) - Fort Worth Fire (1992–1999) - Huntsville Channel Cats (1996–2000; wurden Huntsville Tornado) - Huntsville Tornado (2000–2001) - Indianapolis Ice (1999–2004, wurden Topeka Tarantulas) | - Laredo Bucks (2002–2012, wurden St. Charles Chill) - Lubbock Cotton Kings (1999–2007) - Macon Whoopee (1996–2001, gingen in die ECHL) - Memphis RiverKings (1992–2007, wurden Mississippi RiverKings) - Mississippi RiverKings (2007–2011, gingen in die SPHL) - Missouri Mavericks (2009–2014, gingen in die ECHL) - Nashville Ice Flyers (1997–1998) - Nashville Nighthawks (1996–1997, wurden Nashville Ice Flyers) - New Mexico Scorpions (2001–2009) - Odessa Jackalopes (2001–2011) - Oklahoma City Blazers (1992–2009) - Quad City Mallards (2010–2014, gingen in die ECHL) - Rapid City Rush (2008–2014, gingen in die ECHL) - Rio Grande Valley Killer Bees (2003–2012) - Rocky Mountain Rage (2006–2009) - San Antonio Iguanas (1994–1997, 1998–2002) - San Angelo Outlaws (2001–2002, wurden San Angelo Saints) - San Angelo Saints (2002–2005) - St. Charles Chill (2013–2014) - Topeka ScareCrows (1998–2001) - Topeka Tarantulas (2004–2005) - Tulsa Oilers (1992–2014, gingen in die ECHL) - Wichita Thunder (1992–2014, gingen in die ECHL) - Youngstown SteelHounds (2005–2008) |

## Ray Miron President’s Cup
Die Trophäe wurde ab 2002 an den Sieger der Play-offs der Central Hockey League verliehen. Zuvor erhielt der Meister von 1993 bis 2001 den Ray Miron Cup.

## Hall of Fame
| Jahr | Name            | Funktion                    |
| 2012 | Joe Burton      | Spieler                     |
| 2012 | Rick Kozuback   | WPHL-Gründer und -präsident |
| 2012 | Brad Treliving  | CHL-Präsident               |
| 2013 | N. Thomas Berry | Funktionär                  |
| 2013 | Doug Lawrence   | Spieler                     |
| 2013 | Brad Lund       | Funktionär                  |
| 2013 | Doug Sauter     | Funktionär                  |
| 2013 | Hardy Sauter    | Spieler                     |
| 2014 | Travis Clayton  | Spieler                     |
| 2014 | Jeff Lund       | Funktionär                  |

Zum 20-jährigen Jubiläum der Central Hockey League führte die Liga zur Saison 2011/12 eine eigene Hall of Fame ähnlich der Hockey Hall of Fame der National Hockey League ein. Die ersten Mitglieder der Ruhmeshalle wurden im Rahmen des im Tim’s Toyota Center in Prescott Valley im US-Bundesstaat Arizona stattfindenden CHL All-Star Game der Saison 2011/12 in die Hall of Fame aufgenommen. Bis zur Auflösung der Liga bestand die Möglichkeit, pro Jahr ein Maximum von fünf Persönlichkeiten (davon maximal drei Spieler) in die CHL Hall of Fame zu induktieren.

## CHL-Logos

Logo der CHL von 1992 bis 1999
Logo der CHL von 1999 bis 2006
Logo der CHL von 2006 bis 2014